# Jekaterina Alexandrowna Lawrentjewa
Jekaterina Alexandrowna Lawrentjewa (russisch Екатерина Александровна Лаврентьева; englische Transkription: Yekaterina Alexandrovna Lavrentyeva; * 26. Juni 1981 in Kandalakscha) ist eine russische Naturbahnrodlerin. Sie ist vierfache Welt- und sechsfache Europameisterin und gewann drei Goldmedaillen bei Juniorenwelt- und Europameisterschaften. Mit 55 Weltcupsiegen und weiteren 42 Podestplätzen gewann sie bisher 12-mal den Gesamtweltcup. Sie ist damit die erfolgreichste Naturbahnrodlerin seit Einführung des Weltcups im Winter 1992/1993 und eine der erfolgreichsten.

## Karriere

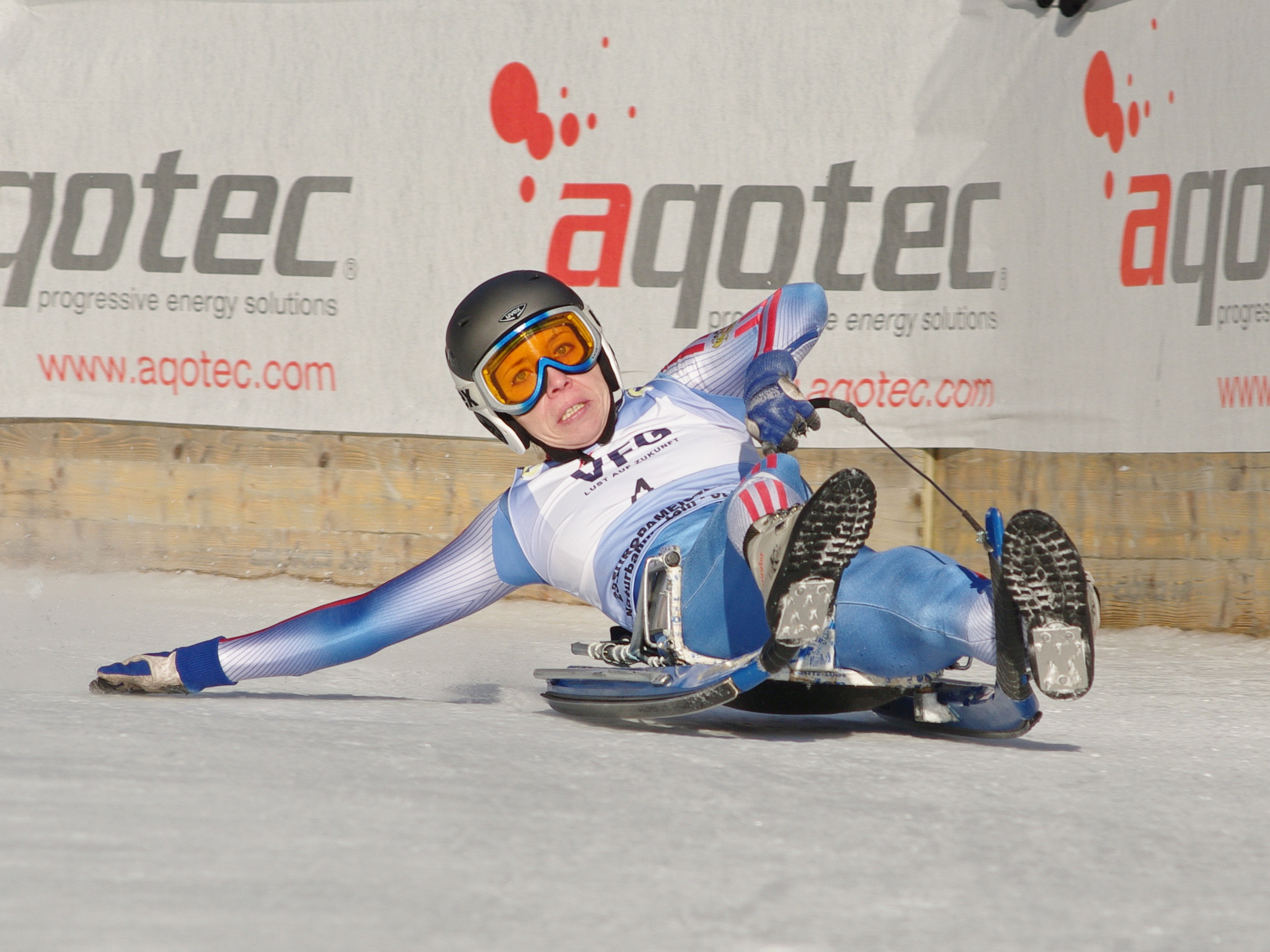
Jekaterina Lawrentjewa bei der EM 2010

Lawrentjewa startete ab 1996 bei internationalen Juniorenmeisterschaften und erzielte ihren ersten größeren Erfolg bei der Junioreneuropameisterschaft 1998 in Feld am See, als sie die Goldmedaille im Einsitzer gewann. Das gelang ihr auch bei der Juniorenweltmeisterschaft 1999 in Hüttau und bei der Junioreneuropameisterschaft 2001 in Tiers. Nur bei der Junioreneuropameisterschaft 2000 in Umhausen musste sie sich der Italienerin Renate Gietl geschlagen geben. In diesem Jahr feierte sie dafür in der Allgemeinen Klasse ihren ersten großen Triumph, als sie bei der Weltmeisterschaft 2000 in Olang mit Bestzeiten in allen drei Wertungsläufen zum ersten Mal Weltmeisterin wurde.
Im Weltcup feierte Lawrentjewa am 11. Februar 2001 in Moskau ihren ersten Sieg, nachdem sie zuvor schon mehrere Podestplätze erzielt hatte. Auch das nächste Weltcuprennen, das Saisonfinale in Hüttau eine Woche später, gewann die Russin, womit sie sich am Ende der Saison 2000/2001 mit einem Vorsprung von zehn Punkten auf die italienische Titelverteidigerin Sonja Steinacher zum ersten Mal in ihrer Karriere den Gesamtweltcupsieg sicherte. Bei der Weltmeisterschaft 2001 in Stein an der Enns erreichte sie allerdings nur Platz sieben.
In der Saison 2001/2002 blieb Lawrentjewa ohne Weltcupsieg. Mit vier Podestplätzen erzielte sie den dritten Gesamtrang hinter der Österreicherin Sandra Mariner und Sonja Steinacher, die sich mit dem Punktemaximum zum dritten Mal den Gesamtweltcupsieg holte. Auch in der Saison 2002/2003 war Steinacher die Gesamtsiegerin. Lawrentjewa blieb trotz zwei Siegen, einem mehr als die Italienerin, in der Endwertung um fünf Punkte hinter ihr. Bei der Europameisterschaft 2002 in Frantschach gewann Lawrentjewa in einer knappen Entscheidung die Silbermedaille hinter der Italienerin Sandra Lanthaler und vor Steinacher. Auch bei der Weltmeisterschaft 2003 in Železniki gewann sie Silber. Diesmal siegte Steinacher mit sieben Hundertstelsekunden Vorsprung.
Nach dem Karriereende von Sonja Steinacher sicherte sich Lawrentjewa in der Saison 2003/2004 mit vier Siegen zum zweiten Mal den Gesamtweltcupsieg. In der Saison 2004/2005 musste sie sich mit zwei Siegen in den letzten beiden Saisonrennen nur der Italienerin Renate Gietl geschlagen geben, die vier Saisonsiege erzielte und im Endklassement 20 Punkte Vorsprung auf die Russin hatte. Bei der Europameisterschaft 2004 in Hüttau gewann Lawrentjewa ihren ersten Europameistertitel und bei der Weltmeisterschaft 2005 in Latsch wurde sie zum zweiten Mal Weltmeisterin und gewann zudem Silber im Mannschaftswettbewerb.
In der Saison 2005/2006 gelang es Lawrentjewa, in allen sechs Weltcuprennen zu siegen. Sie gewann damit zum dritten Mal den Gesamtweltcup und war die erste Naturbahnrodlerin, die sechs Weltcuprennen hintereinander gewinnen konnte, und die zweite, die alle Weltcuprennen einer Saison gewann. Bereits im Winter 1994/1995 konnte die Österreicherin Elvira Holzknecht alle Weltcuprennen gewinnen, allerdings wurden damals nur vier Wettbewerbe ausgetragen. Lediglich bei der Europameisterschaft 2006 in Umhausen blieb Lawrentjewa, die als Titelverteidigerin ins Rennen ging, ohne Sieg: Sie erreichte nur den fünften Platz.
In den nächsten Jahren blieb Lawrentjewa die erfolgreichste Sportlerin im Weltcup: In der Saison 2006/2007 gewann sie vier der sechs Rennen und damit erneut den Gesamtweltcup. Mit ihren drei Siegen in den ersten drei Saisonrennen hatte sie insgesamt elf Weltcuprennen in Folge gewonnen. Erst die Italienerin Renate Kasslatter konnte diese Serie im vierten Saisonrennen beenden. Auch in der Saison 2007/2008 kürte sich die Russin mit fünf Rennsiegen zur Gesamtsiegerin. Damit war sie die erste, die dreimal hintereinander den Gesamtweltcup gewinnen konnte. Auch bei Großereignissen war Lawrentjewa in diesen Jahren nicht zu schlagen. Bei der Weltmeisterschaft 2007 in Grande Prairie konnte sie ihren Titel erfolgreich verteidigen und wurde zum insgesamt dritten Mal Weltmeisterin und bei der Europameisterschaft 2008 in Olang wurde sie zum zweiten Mal nach 2004 Europameisterin.
In der Saison 2008/2009 gewann Lawrentjewa zwar nur zwei Weltcuprennen, erreichte aber in der Endwertung 15 Punkte mehr als die Italienerin Renate Gietl, die drei Saisonsiege feierte, womit sie zum vierten Mal in Folge und zum insgesamt sechsten Mal den Gesamtweltcup für sich entschied. Bei der Weltmeisterschaft 2009 in Moos in Passeier blieb Lawrentjewa aber um drei Hundertstelsekunden hinter Gietl. Sie gewann die Silbermedaille im Einsitzer und zusätzlich die Bronzemedaille im Mannschaftswettbewerb.

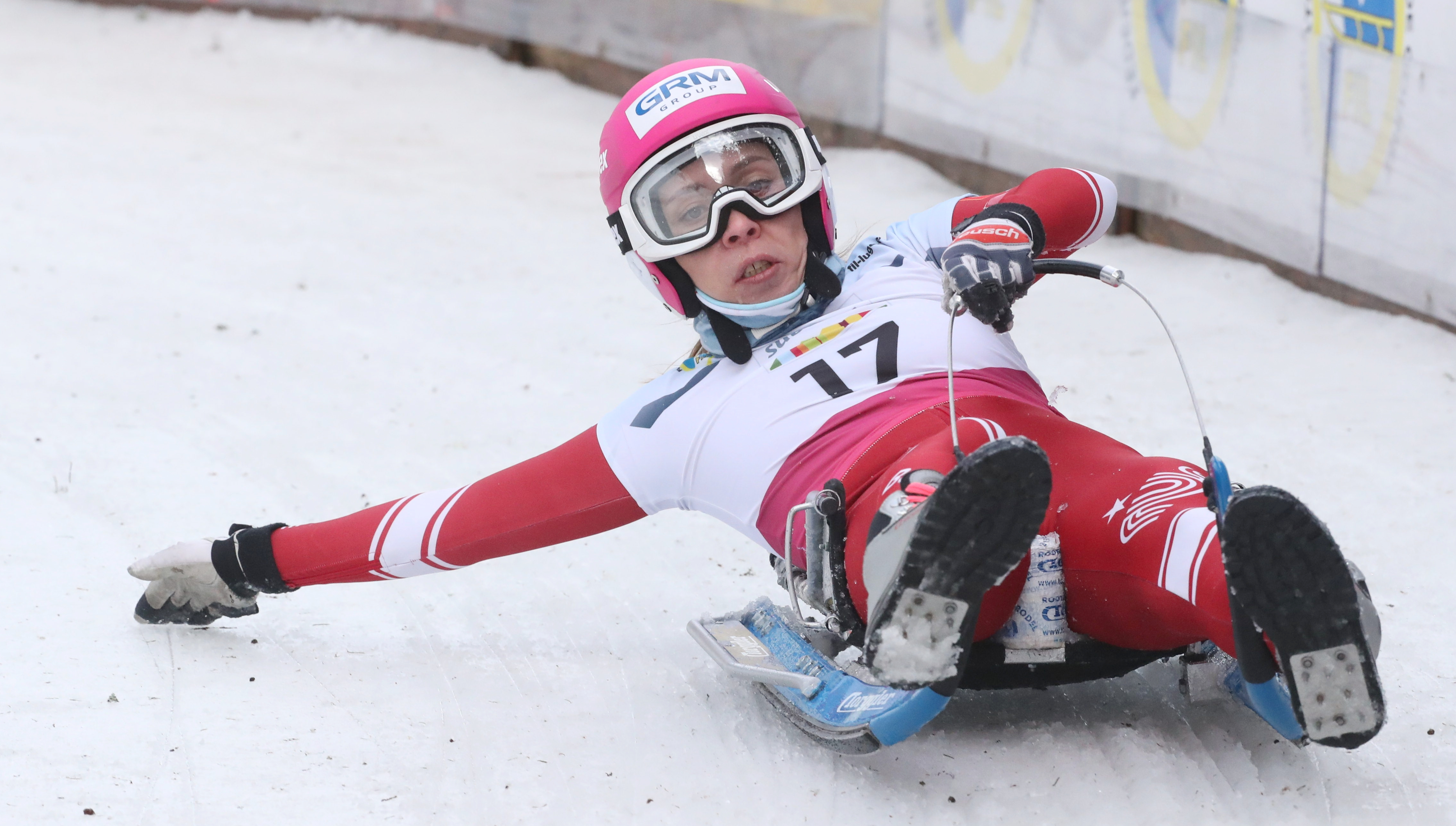
Jekaterina Lawrentjewa beim Weltcup in Mariazell 2022

In der Saison 2009/2010 erzielte Lawrentjewa drei Siege und drei zweite Plätze und sicherte sich damit erneut den Sieg im Gesamtweltcup vor Renate Gietl. Bei der Europameisterschaft 2010 in St. Sebastian konnte sie ihren Titel erfolgreich verteidigen. Die Saison 2010/2011 begann Lawrentjewa mit vier Siegen in Folge, bei der Weltmeisterschaft 2011 in Umhausen musste sie sich aber wie bei der letzten WM der Italienerin Renate Gietl geschlagen geben. Im Mannschaftswettbewerb gewann sie mit Juri Talych, Pawel Porschnew und Iwan Lasarew die Bronzemedaille. Auch in den letzten beiden Weltcuprennen des Winters wurde sie jeweils Zweite hinter Gietl, womit sie zum insgesamt achten Mal – und zum sechsten Mal in Folge vor Renate Gietl – den Gesamtweltcup gewann.
Dieselbe Reihung – Lawrentjewa vor Gietl – ergab sich auch im Gesamtweltcup der Saison 2011/2012, wobei es Lawrentjewa in diesem Jahr zum zweiten Mal gelang, alle sechs Weltcuprennen eines Winters für sich zu entscheiden. Ihre Dominanz zeigte sie auch bei der Europameisterschaft 2012 in Nowouralsk, wo sie sowohl im Einsitzer (zum dritten Mal in Folge und insgesamt vierten Mal) als auch im Mannschaftswettbewerb (mit ihren Teamkollegen Juri Talych, Pawel Porschnew und Iwan Lasarew) die Goldmedaille gewann.

## Sportliche Erfolge

### Weltmeisterschaften
- Olang 2000: 1. Einsitzer
- Stein an der Enns 2001: 7. Einsitzer
- Železniki 2003: 2. Einsitzer
- Latsch 2005: 1. Einsitzer, 2. Mannschaft
- Grande Prairie 2007: 1. Einsitzer
- Moos in Passeier 2009: 2. Einsitzer, 3. Mannschaft
- Umhausen 2011: 2. Einsitzer, 3. Mannschaft
- Deutschnofen 2013: 1. Einsitzer, 2. Mannschaft
- Sankt Sebastian 2015: 2. Einsitzer
- Latzfons 2019: 3. Mannschaft, 4. Einsitzer
- Umhausen 2021: 2. Einsitzer, 3. Mannschaft

### Europameisterschaften
- Szczyrk 1999: 7. Einsitzer
- Frantschach 2002: 2. Einsitzer
- Hüttau 2004: 1. Einsitzer
- Umhausen 2006: 5. Einsitzer
- Olang 2008: 1. Einsitzer
- St. Sebastian 2010: 1. Einsitzer, 5. Mannschaft
- Nowouralsk 2012: 1. Einsitzer, 1. Mannschaft
- Umhausen 2014: 1. Einsitzer
- Passeier 2016: 3. Einsitzer, 3. Mannschaft
- Moskau 2020: 2. Einsitzer, 3. Mannschaft
- Laas 2022: 3. Mannschaft, 4. Einsitzer

### Juniorenweltmeisterschaften
- Aosta 1997: 9. Einsitzer
- Hüttau 1999: 1. Einsitzer

### Junioreneuropameisterschaften
- Szczyrk 1996: 6. Einsitzer
- Feld am See 1998: 1. Einsitzer
- Umhausen 2000: 2. Einsitzer
- Tiers 2001: 1. Einsitzer

### Weltcup
- 12× Gesamtweltcupsieg im Einsitzer in den Saisonen 2000/01, 2003/04, 2005/06, 2006/07, 2007/08, 2008/09, 2009/10, 2010/11, 2011/12, 2012/13, 2013/14 und 2014/15
- 2× 2. Gesamtrang im Einsitzer in den Saisonen 2002/2003 und 2004/2005
- 3× 3. Gesamtrang im Einsitzer in den Saisonen 2001/2002, 2015/2016 und 2018/2019
- 97 Podestplätze, davon 55 Siege:

| Datum             | Ort                    | Land        |
| ----------------- | ---------------------- | ----------- |
| 11. Februar 2001  | Moskau                 | Russland    |
| 18. Februar 2001  | Hüttau                 | Österreich  |
| 12. Januar 2003   | Umhausen               | Österreich  |
| 19. Januar 2003   | Moskau                 | Russland    |
| 6. Januar 2004    | Grande Prairie         | Kanada      |
| 18. Januar 2004   | Garmisch-Partenkirchen | Deutschland |
| 15. Januar 2004   | Moskau                 | Russland    |
| 21. Februar 2004  | Aurach                 | Österreich  |
| 23. Januar 2005   | Latzfons               | Italien     |
| 20. Februar 2005  | Olang                  | Italien     |
| 11. Dezember 2005 | Longiarü               | Italien     |
| 15. Januar 2006   | Kindberg               | Österreich  |
| 22. Januar 2006   | Olang                  | Italien     |
| 3. März 2006      | Grande Prairie         | Kanada      |
| 5. März 2006      | Grande Prairie         | Kanada      |
| 11. März 2006     | Oberperfuss            | Österreich  |
| 4. Januar 2007    | Latsch                 | Italien     |
| 14. Januar 2007   | Umhausen               | Österreich  |
| 21. Januar 2007   | Longiarü               | Italien     |
| 9. Februar 2007   | Moos in Passeier       | Italien     |
| 13. Januar 2008   | Umhausen               | Österreich  |
| 20. Januar 2008   | Umhausen               | Österreich  |
| 27. Januar 2008   | Latsch                 | Italien     |
| 23. Februar 2008  | Železniki              | Slowenien   |
| 24. Februar 2008  | Železniki              | Slowenien   |
| 31. Januar 2009   | Deutschnofen           | Italien     |
| 25. Februar 2009  | Nowouralsk             | Russland    |

| Datum             | Ort                    | Land        |
| ----------------- | ---------------------- | ----------- |
| 17. Dezember 2009 | Nowouralsk             | Russland    |
| 10. Januar 2010   | Umhausen               | Österreich  |
| 27. Februar 2010  | Garmisch-Partenkirchen | Deutschland |
| 11. Dezember 2010 | Nowouralsk             | Russland    |
| 12. Dezember 2010 | Nowouralsk             | Russland    |
| 16. Januar 2011   | Gsies                  | Italien     |
| 23. Januar 2011   | Kindberg               | Österreich  |
| 8. Januar 2012    | Latzfons               | Italien     |
| 15. Januar 2012   | Olang                  | Italien     |
| 22. Januar 2012   | Železniki              | Slowenien   |
| 29. Januar 2012   | Deutschnofen           | Italien     |
| 16. Februar 2012  | Nowouralsk             | Russland    |
| 3. März 2012      | Umhausen               | Österreich  |
| 30. Dezember 2012 | Laas                   | Italien     |
| 13. Januar 2013   | Moos in Passeier       | Italien     |
| 20. Januar 2013   | Umhausen               | Österreich  |
| 3. Februar 2013   | Kindberg               | Österreich  |
| 24. Februar 2013  | Vatra Dornei           | Rumänien    |
| 27. Februar 2013  | Vatra Dornei           | Rumänien    |
| 22. Dezember 2013 | Nowouralsk             | Russland    |
| 12. Januar 2014   | Moos in Passeier       | Italien     |
| 18. Januar 2014   | Umhausen               | Österreich  |
| 14. Dezember 2014 | Kühtai                 | Österreich  |
| 4. Januar 2015    | Laas                   | Italien     |
| 11. Januar 2015   | Deutschnofen           | Italien     |
| 1. Februar 2015   | Vatra Dornei           | Rumänien    |
| 15. Februar 2015  | Umhausen               | Österreich  |
| 24. Januar 2016   | Moskau                 | Russland    |